# Ludwig von Schlotheim
Pour les articles homonymes, voir Schlotheim (homonymie).
Carl Ludwig von Schlotheim, baron von Schlotheim depuis 1866, (né le 22 août 1818 à Sondershausen et mort le 7 avril 1889 à Cassel) est un général de cavalerie prussien.

## Biographie

### Origine et jeunesse
Schlotheim est issu de l'ancienne famille noble thuringeoise von Schlotheim (de) et, contrairement à ce qui est indiqué dans l'Allgemeine Deutsche Biographie, n'est pas né dans le manoir d'Uthleben, mais dans la ville résidentielle de Schwarzburg de Sondershausen. Il est le fils unique du capitaine royal saxon et propriétaire de manoir Günther von Schlotheim et son épouse Louise Juliana Henrietta, née von Hopffgarten, fille de Friedrich Ernst von Hopffgarten. Peu de temps après sa naissance, le 3 septembre 1818, sa mère décède. Lorsque Ludwig a onze ans, son père meurt également le 1er août 1829, c'est pourquoi il grandit avec les parents de sa mère au château de Schlotheim (de) à Schlotheim. Carl Christian von Schlotheim (de) est son grand-père.

### Carrière militaire
Le 1er juillet 1835, Schlotheim rejoint le 12e régiment de hussards à Kölleda et devient sous-lieutenant le 11 septembre 1836. En 1839, il est en poste à Mersebourg. À partir de 1842, il fut adjudant de régiment et à partir de 1848, adjudant de brigade. Il participe en 1849 comme adjudant de la cavalerie de réserve du 2e corps d'armée de l'armée du Rhin qui participe à la répression de la révolution badoise. Après il devient capitaine en 1853 et sous la direction de celui qui était alors chef d'état-major du 4e corps d'armée, le colonel von Moltke effectue son premier voyage d'état-major, il est nommé à l'état-major en 1855 et au commandement général du 2e corps d'armée à Stettin.
Le 27 août 1857, Schlotheim est nommé major à l'état-major de la 1re division de la Garde dirigée par le prince Frédéric-Charles de Prusse à Potsdam. Là, il participe aux préparatifs de la réorganisation de l'armée. Il joue un rôle de premier plan dans sa mise en œuvre en mai 1860, mais devient peu après commandant du 2e régiment de dragons de la Garde. La même année, il est promu colonel. En tant que chef d'état-major général du 8e corps d'armée, Schlotheim est déployé à Coblence en 1865 sous la direction d'Eberhard Herwarth von Bittenfeld. Il participe à la guerre de 1866 contre l'Autriche en tant que chef d'état-major de l'armée de l'Elbe et reçoit l'ordre Pour le Mérite en reconnaissance de ses réalisations. Schlotheim devient en 1869 commandant de la 25e brigade de cavalerie (de) à Darmstadt.
Lors de la guerre contre la France en 1870/71, il est chef d'état-major de l'armée de la Meuse (de), qui est sous le commandement du prince héritier Albert de Saxe. La nouvelle armée de la Meuse, avec la 3e armée, bat l'armée française de Patrice de Mac-Mahon, avec laquelle se trouve également l'empereur Napoléon III. le 1er septembre 1870 à la bataille de Sedan. Avec la capitulation des troupes françaises et la capture de l'Empereur français le 2 septembre, cette bataille est décisive pour l'issue de la guerre. Les réalisations de Schlotheim dans les batailles contre l'armée de MacMahon et lors du siège de Paris se reflètent dans l'attribution des deux classes de la croix de fer, des feuilles de chêne à l'ordre Pour le Mérite et de la croix de commandeur de 2e classe de l'ordre militaire de Saint-Henri
Doté des compétences d'un commandant de division dans l'armée d'occupation, Schlotheim travaille à Nancy en 1871 et devient l'année suivante commandant de la 17e division d'infanterie à Schwerin. En 1880, il est nommé général de cavalerie et général commandant du 11e corps d'armée à Cassel. À l'occasion de la célébration de son 50e anniversaire de service , Guillaume Ier le nomme à la suite du 2e régiment de dragons de la Garde. Il reçoit l'ordre de l'Aigle noir en 1888. Il meurt le 8 avril 1889, quelques jours après la libération qu'il a demandée en raison de sa santé, dans son ancienne garnison de Cassel.

### Famille
Le premier mariage de Schlotheim a lieu le 1er juillet 1841 à Mersebourg, avec Ida Marie von Wolff (née le 2 décembre 1819 et mort le 14 mars 1868), fille du lieutenant-général prussien Karl von Wolff (de). De ce mariage sont nés les enfants suivants :
- Anna Maria (née le 5 avril 1842 et morte le 20 mai 1907) mariée avec Franz von Wolff, colonel prussien
- Günther Hartmann (1843-1924), général d'infanterie prussien
- Kurt (né le 20 août 1844)
- Hans Berthold (1846-1890), lieutenant-colonel prussien
- Luise Marie (née le 5 juillet 1848) mariée avec Georg von Goetz, major prussien
- Marie Agnès Berta Cäcilie Thérèse (1851-1852)
- Karl Ludwig (né le 11 novembre 1851)
- Max Kerstan (1853-1886), capitaine prussien marié en 1878 avec Johanna Antonie Emilie Wilhelmine von Schon (née le 9 mars 1859 et morte le 2 juin 1915)[7],[8]
- Ida Marie (née le 8 décembre 1856)
- Friedrich Karl (né le 26 mars 1858), capitaine prussien, maire de Sachsa
- Hélène Marie (née le 5 février 1860)

Après la mort prématurée de sa femme, il épousa le 16 juin 1873 sa seconde épouse, Arianne von Heyden-Linden (née le 29 juin 1841 et morte le 29 décembre 1927), fille du chambellan grand-ducal de Mecklembourg August von Heyden-Linden (1813-1881) et sœur de Wilhelm von Heyden-Linden (de), Carl von Heyden-Linden (de) et belle-sœur de Bogislav von Heyden-Linden. De ce mariage naît le capitaine prussien Heinrich August (1874-1914), qui est tué au combat en Belgique après le début de la Première Guerre mondiale.